# Яребична (планина)
Яребична или Скърка (на гръцки: Σκρα, Σκρα ντι Λέγκεν, Σκόρκα ντι Λέγκαν/Λέαγκαν) е планина в дем Мъглен (Алмопия), на границата на Гърция със Северна Македония.

## Географска характеристика
Яребична е малка планина в северната част на Мъглен, на границата с Кукушко и Северна Македония. Намира се на североизток от комплекса Пиново-Кожух, от който е отделена от долината на Малък Мъглен и седловината (830 m) на граничната пирамида № 87. На юг е отделена от Паяк с прохода на Скърка (Макрокорифи, 880 m) и Ошинската долина.
Името Скра е изопачено от влашкото Скорка ди Леген, „връх на Леген“.
Скалите на планината са варовици и офиолити.
Паяк със северното ѝ продължение Яребична е част от мрежата защитени зони от Натура 2000 (1240003).
В планината през май 1918 година се води тежката битка при Яребична между български и съглашенски войски по време на Първата световна война, завършила с победа на Антантата. На върха има паметник на победата и до него има път.
Европейската пътека за дълги разстояния E6, идваща от селата Фущани (Фустани, 300 m) и Ошин (Архангелос, 820 m) пресича Паяк и Яребична и завършва в село Люмница (Скра, 570 m), за да продължи на изток към Боймица (Аксиуполи) и Ругуновец (Поликастро).
| Име              | Име                                              | Височина | Местоположение                                         |
| ---------------- | ------------------------------------------------ | -------- | ------------------------------------------------------ |
| Яребична, Скърка | Σκρα, Σκρα ντι Λέγκεν, Σκόρκα ντι Λέγκαν/Λέαγκαν | 1097 m   | СЗ над Люмница (Скра) и ИСИ от Бериславци (Периклия)   |
|                  | Παπαγιάννη                                       | 1034 m   | пирамида № 82                                          |
| Скърка           | Βραχοκορφές, Σκρέκα                              | 860 m    | СИ от Ошин (Архангелос) и И от Бериславци (Периклия)   |
| Яка              | Γιάκα                                            | 720 m    | пирамда № 77                                           |
| Гола скърка      | Γυμνή, Σκορκ Γκόλα                               | 880 m    | ИСИ от Бериславци (Периклия) и И от Лугунци (Лангадия) |
| Бучовник         | Καταρράκτης, Μπουτσόφνικ, Σκορκ Δικορίτς         | 840 m    | СИ от Бериславци (Периклия) и Лугунци (Лангадия)       |
| Кула             | Κούλα                                            | 960 m    | СИ от Ошин (Архангелос) и И от Бериславци (Периклия)   |
| Мусо             | Μόσιο                                            | 789 m    | СЗ от Люмница (Скра)                                   |
| Скърка Налта     | Μυτερή Κορυφή                                    | 967 m    | пирамда № 85                                           |
| Мали Кърш        | Πράσινος Λόφος, Μάλι Κρι, Μάλι Κροχ              | 643 m    | пирамда № 73                                           |
| Сарандар         | Σαραντόρ                                         | 960 m    | пирамда № 80                                           |
| Селица           | Σέλιστα                                          | 780 m    | пирамда № 78                                           |
| Мусов гроб       | Τάφος Μήτσου, Γκρόπα Μόσιε                       | 900 m    | И от Люмница (Скра)                                    |

## Други
На Яребична е наречена улица в квартал „Подуяне“ в София (Карта).